# L'Encobert
"L'Encobert" fou el nom donat a un popular personatge de l'última fase de la Revolta de les Germanies que pretenia ser net de Ferran el Catòlic. També conegut com el Rei Encobert o l'Home de la Bèrnia, es deia Antonio Navarro i era probablement de procedència castellana i pobre.
Es feu espectacularment famós per un discurs politico-teològic pronunciat, en castellà, a la plaça de la Seu, de Xàtiva, el 21 de març de 1522. Es presentà ell mateix com a fill del príncep Joan i net, per tant, dels Reis Catòlics, sent víctima de les intrigues de Felip el Bell amb el cardenal Pedro González de Mendoza, que pretenien el poder i el traslladaren, acabat de néixer, a Gibraltar, on fou criat per una pastora. Navarro es considerava com a enviat per Déu per alliberar el poble agermanat i el món en general.
"L'Encobert" prenia el relleu de Vicent Peris com a líder de la ja agònica revolució (1522) quan només Xàtiva i Alzira resistien a les tropes reials. Amb aquest nou personatge, considerat pels historiadors moderns com un impostor, se li donà a la revolta un caràcter encara més radical, particularment intens en la conversió dels mudèjars i les aspiracions de revolta social de l'estrat més pobre dels camperols. Ferit per l'exèrcit reial, es refugià a Alzira, on continuà predicant, i fou assassinat el 18 de maig de 1522, a Burjassot, per cinc sicaris al preu de 44.000 sous i sotmès, després de mort, a un procés inquisitorial per heretge.
La versió que la historiografia n'ha donat és molt heterogènia: Sandoval i Santa Cruz l'anomenen Juan de Bilbao; Escolano l'anomena Enrique Enríquez de Ribera i Molina, Viciana i els cronistes més antics, Enrique Manrique de Ribera. Alguns historiadors consideren que fou un jueu convers, cosa que ha portat alguns historiadors (Américo Castro i Julio Caro Baroja) a transcendentalitzar la influència dels conversos en les Germanies.
Malgrat la fugacitat del personatge original (març-maig), el mite persistí: així Navarro deixà pas a quatre nous Encoberts: el primer, andalús, venia oli i fruita, el segon era un professor de gramàtica, natural de Calataiud, el tercer fou l'argenter Bernabeu i el seu fill, i de l'últim només sap que tingué les seves activitats pel març del 1523.

## Dubtes historiogràfics
Poc se sap amb certesa sobre l'Encobert. Fins i tot la natura exacta de les declaracions sobre ell són discutides, i és gairebé impossible dir quanta veritat hi ha a les històries adverses sobre ell aprovades pel govern que predominaven després dels fets. Algunes versions influents vers el personatge foren escrites per autors probablement més interessats en una narrar una història que no pas en la precisió historiogràfica. Moltes de les declaracions són completament contradictòries fent difícil de determinar si els elements particulars de la llegenda de l'Encobert provenen de fets, declaracions fetes per ell mateix, rumors estesos pels seus seguidors o històries escampades pel govern directament.
Part dels testimonis més fiables sobre les creences de l'Encobert i els seus seguidors provenen de la Inquisició espanyola mateixa, dels processos per heretgia duts a terme contra diversos membres de la rebel·lió. Aquests donen una idea del pensament dels seguidors de l'Encobert en contraposició a les declaracions governamentals, fetes més tard, sobre els motius de l'Encobert i els rebels.

## Origen
Segons una versió, de Martí de Viciana, l'Encobert fou criat a Gibraltar per una pastora, víctima de les intrigues de Felip el Bell amb el Cardenal Pedro González de Mendoza, que pretenien el poder i l'ocultaren. En una visió divina, li revelaven la seva natura veritable els profetes Elies i Henoc, i se li manava que restaurés Espanya del seu estat deplorable.
Pel que fa a la suposada sang reial del personatge, hi existeixen diverses versions: en una versió, era el Príncep Joan, fill de Ferran el Catòlic i la seva segona muller Germana de Foix, que morí en néixer (versió que el convertiria en veritable hereu d'Aragó). Aquesta versió és incorrecta, ja que l'Encobert hi hauria tingut 12 anys quan s'uní a la rebel·lió i perquè el Príncep Joan va nàixer i morir el 1509.
Una mica més plausible era la declaració que era el fill de l'Infant Joan d'Aragó i de Margarida d'Àustria. Essent així net dels Reis Catòlics, i donat el fet que Joan era major que Joana (mare de Carles), i mascle, l'Encobert esdevenia el legítim successor al tron. En una altra versió, l'Encobert era ocultat per l'Arquebisbe Cisneros per tal de protegir-lo.
Segons la versió de Miquel Garcia, detractor de l'Encobert, era de fet un estafador jueu nascut a Castella. L'Encobert, junt amb els altres jueus d'Espanya, foren exiliats, i visqué a Orà a l'Àfrica del Nord. Allà serví un ric comerciant, i possiblement també jueu, anomenat Juan Bilbao. L'Encobert seduí la muller del seu mestre i sa filla. L'encobert s'hauria convertit al cristianisme per tal de poder-se aproximar a la muller de Bilbao. L'Encobert hauria treballat un temps per al governador d'Orà, essent sorprès, arrestat i repudiat públicament, quan deixaria Orà per dirigir-se a València, on prendria una identitat nova i viuria com a ermità per un temps abans de veure la possibilitat d'erigir-se com a cap rebel.
No obstant això, poques versions contemporànies fan referència a l'Encobert com a jueu o convers. La versió també presenta algunes incongruències temporals, la majoria de fonts indiquen que l'Encobert era jove (d'entre 20 a 25 anys), mentre que els jueus foren obligats a l'exili el 1492, 30 anys abans de l'entrada de l'Encobert a València.

### Nom
En general, era conegut simplement com l'Encobert a causa que se l'"amagà" després del seu naixement. Tanmateix, la variant "El Rei Encobert" també existia. La historiadora Sara Nalle afirma que "El Rei Encobert" només era utilitzat per cronistes governamentals posteriors.
Des de les primeres fases, la Revolta de les Germanies havia estat un intent de canviar-ne el govern per un de nou, i les cròniques posteriors assumien que l'Encobert perseguia el mateix fi. Per això l'èmfasi en la part de descendència reial de la seva llegenda i "El Rei Encobert". Segons Nalle, els seguidors valencians de l'Encobert el tenien més com un profeta religiós messiànic, i no tant com un líder governamental, i per això l'anomenaven només "L'Encobert".
L'Encobert, en el seu primer discurs essencial a Xàtiva, també hi oferia dos altres noms per a si mateix: deia que es podria anomenar "Germà" (un terme amb connotacions messiàniques a l'època) o "l'home amb el capell de mariner", donat que en portava un en aquell temps.

### Descripció física
Martí de Viciana, un biògraf indubtablement advers a l'Encobert, ens detalla una bona descripció física d'aquest. Segons ell, l'Encobert era d'estatura moderada, tenia una barba vermellosa, cabells tenyits de castany, nas aquilí, ulls blaus, mans curtes i gruixudes, peus grans, tenia una boca petita i era camacurt. Parlava un excel·lent castellà en un estil cortès. Viciana no esmenta que l'Encobert fos un jueu en secret en la seva versió, i la seva descripció contrasta amb l'estereotip normal d'un Jueu Sefardita. Nalle creu que aquesta descripció era intencionadament poc afalagadora per tal de contrastar-la amb la imatge d'un Messies, imatge amb la qual l'Encobert es presentava.
Al principi, l'Encobert vestia pobrament, però mentre guanyava prestigi entre els rebels es vestia amb una túnica de vellut vermella, mitges vermelles, una gorra de vellut, i una espasa daurada. Sempre viatjava en el seu cavall personal.

## Durant la revolta de les Germanies

### Rerefons
A finals de 1521 la Revolta de les Germanies semblava viure els seus últims episodis. La Ciutat de valència havia caigut a mans reials, i la majoria dels exèrcits organitzats de la rebel·lió s'havien dissolt. Vicent Peris mantenia Xàtiva i el seu castell en mans rebels, però al febrer Peris és capturat intentant instigar una rebel·lió nova a València. El suport dels rebels encara coïa a foc lent a tota València, però ara l'hi faltava un líder.

### Ascens al comandament
L'Encobert esdevingué preeminent amb un sermó explosiu que donava el 22 de març de 1522 a la ciutat de Xàtiva. En aquest, narrava la seva història sobre com se li aparegueren els profetes Henoc i Elies i com se li havia manat que guardés València, restaurés la Terra Sagrada, i es preocupés pels pobres. També deia que necessitava tractar diferents temes amb Carles I. Poc després, donava un altre sermó a una multitud a Alzira. Aquestes dues ciutats serien la base del seu suport. Xàtiva havia caigut a les mans de les tropes reials a primers de març, però ara era conquerida una vegada més per la rebel·lió, renovada a la ciutat per l'Encobert.
Sota la direcció de L'Encobert, la rebel·lió emfasitzava la sobirania de València més que no la revolució estesa per Vicent Peris. Atreia suport i reclutava elits de locals, líders, i pagesos rics. Sota la seva direcció, s'embargaven els diners i propietats de clergues i nobles que s'oposaven a ell. També començà a reconstruir els exèrcits dels agermanats, tot i que encara romanien petits comparats amb els anteriors. Se saquejaven granges, s'atacà els nobles, i es forçava alguns musulmans a convertir-se. El terreny muntanyós del sud de València s'esqueia per a la guerrilla, i les bandes d'atac rebels eren difícils de localitzar pels exèrcits reials. En una emboscada a Xàtiva mateix, els rebels ferien el Duc de Gandia i el Comte d'Oliva. Tanmateix, l'Encobert també en resultà ferit, tot i que, segons fonts reialistes, l'Encobert eludia mostrar senyals de valor en les escaramusses que dirigia i no era massa eficaç en la batalla.

### Mort
Les places fortes de les Germanies eren ara al camp, però l'Encobert pretenia reconquerir finalment la ciutat de València. Amb aquest propòsit, s'aventurava a la rodalia de la ciutat de València en algunes missions de reclutament per aplegar suport per a la rebel·lió. El 18 de maig, visitava la ciutat de Burjassot amb aproximadament quinze seguidors, distingits per les seves camises blanques. La nit prèvia, el govern reial havia alçat l'alerta i havia tancat les portes a València. Segons algunes versions, l'Encobert pretenia arranjar l'assassinat del Marqués de Zenete, el germà del Virrei Mendoza. Tanmateix, el govern reial havia posat una generosa recompensa pel seu cap. Mentre l'Encobert estava parlant amb un capità de l'exèrcit de les Germanies, entre cinc i set homes entraren dins i, sense desmuntar, li tallaren el cap. Les seves restes es portaren a València, i el seu cap s'exhibí a les portes de la ciutat junt amb els d'altres traïdors. La resta del seu cos es lliurà a la Inquisició, on se'l jutjà pòstumament per heretgia. Se'l va declarar culpable i el seu cos es va cremar.

### Esdeveniments supranaturals, profecies, i teologia
Un fet comú a la majoria de les versions és el fet que l'Encobert proclamava que els profetes Elies i Henoc li havien donat el seu mandat diví per dirigir la rebel·lió. Després d'aquest fet comú, les històries són menys coherents; sobre aquesta evidència, Nalle creu que només la història dels dos profetes és proclamada per l'Encobert mateix.
Sembla probable que l'Encobert coneixia el llibre De La Venguda Del Antichrist ("De l'Arribada de l'Anticrist"), un llibre de Johan Alamany (o Joan Alemany) reeditat a València el 1520. Segons De la Venguda Del Antichrist, un Messies vindria aviat i aquest portaria una Croada nova a la Terra Sagrada, anihilant els musulmans i lluitant amb l'Antichrist, com es pronostica al Llibre De Revelació. Tot i no fer referència al llibre directament, l'Encobert copsava les creences contingudes en aquests, que tenien acceptació àmplia a València a l'època, i es presentava com el salvador predit. Ja hi havia existit una creença que Henoc i Elies vivien en un paradís a la terra i lluitarien amb l'Anticrist a Roma, creença que també lligava amb la seva història de trobar-los. Els seus seguidors, li concedien una varietat de visions sagrades i poders. Es deia que era el nou messies, o un àngel en forma humana. Es deia que era invulnerable llevat que fos a Jerusalem, que estava destinat a reconquerir. Una altra versió indicava que levitava en l'aire mentre pregava.
L'Encobert també proposava una Trinitat de quatre estats, amb Quatre Religions i Quatre Judicis, proposta similar al Joaquimisme, els ensenyaments del qual havien estat estesos per tota València. Segons fonts més antigues, la seva visió de la "Trinitat de quatre elements era Pare, Fill, Esperit Sant i Sagrament Sagrat. Fonts reialistes, afirmaven que el Diable era el quart element, indicant que el Diable era el primer fill de Déu, i Jesús el segon. En aquestes fonts, la seva teologia estava inspirada en gran part per traduccions de filòsofs grecs i Gnòstics que els andalusins havien fet mentre controlaven Ibèria.

## Influència posterior
La rebel·lió continuà després de la mort de l'Encobert, tot i que amb menys intensitat, amb uns quants dirigents nous que reclamaren el nom de l'Encobert. Cap d'ells no en resultà tan carismàtic com l'original, i la guerra a València s'acabava bàsicament a finals de 1522.
L'Encobert era referenciat en diverses històries i contes posteriorment, sovint idealitzat fortament. Aquestes històries es convertien en alguns dels principals recordatoris de la vida de l'Encobert, malgrat la seva idealització, a causa de la parcialitat dels registres oficials conservats i el desig del govern d'eliminar la memòria de la rebel·lió.
Molt més tard al segle xix, el personatge rebia un esclat de popularitat una altra vegada, essent emprat per escriptors valencians i intel·lectuals per donar suport al seu desig d'autonomia vers Espanya. El tractament era una altra vegada més romàntic que històric. Aquests exemples inclouen El Encubierto de València de Vicent Boix.
La història d'aquest personatge va ser recreada pel novel·lista alginetí Josep Lozano a Crim de Germania.